# كيث ليندسي
كيث ليندسي (بالإنجليزية: Keith Lindsey)‏ (25 نوفمبر 1946 في المملكة المتحدة - 12 فبراير 2003) هو لاعب كرة قدم بريطاني في مركز الظهير. لعب مع بورت فايل وسكونثورب يونايتد وكامبريدج يونايتد ونادي دونكاستر روفرز ونادي ساوثيند يونايتد ونادي غيلينغهام ونادي دارتفورد.

## وصلات خارجية
- كيث ليندسي على موقع قاعدة بيانات كرة القدم.إي يو (الإنجليزية)